# 뉴욕 대학교 상하이
뉴욕 대학교 상하이(영어: New York University Shanghai, 중국어 간체자: 上海纽约大学)는 뉴욕 대학교와 화둥 사범대학이 함께 세운 중화인민공화국의 사립 대학이다. 뉴욕 대학교 본교와 아랍에미리트의 뉴욕 대학교 아부다비에 이어 세 번째로 생긴 뉴욕 대학교의 글로벌 네트워크 대학이자 중화인민공화국 교육부로부터 독립법인으로 승인을 받은 최초의 미국과 중화인민공화국의 합작 대학이다. 수업은 영어로 이루어지지만 학생들은 관화도 익혀야 한다.

## 역사
뉴욕 대학교 상하이는 2013년 9월에 문을 열었다. 2013–2014년 학기까지 뉴욕 대학교 상하이의 학생들은 푸둥 신구에 공식 캠퍼스가 지어지는 동안 화둥 사범대학에서 공부했고, 공식 캠퍼스는 2014년 여름에 지어져 가을 학기부터 문을 열었다. 오늘날 뉴욕 대학교 상하이의 푸둥 캠퍼스에서는 뉴욕 대학교 상하이의 학생들뿐만 아니라 뉴욕 대학교와 뉴욕 대학교 아부다비의 학생들, 소수의 뉴욕 대학교 법학대학원 학생들, 뉴욕 대학교와 교류를 하고 있지 않은 대학에서 온 학생들도 수학하고 있다.

## 행정
뉴욕 대학교 상하이의 총장으로 화둥 사범대학의 전 총장이었던 위리중이 올랐으며, 부총장으로는 코넬 대학교의 전 총장이자 미시간 대학교 법학대학원의 전 학장이었던 제프리 S. 레먼이 올랐다. 위리중은 총장직과 함께 중국공산당의 뉴욕 대학교 상하이 당위원회 서기를 맡고 있으나, 제프리 S. 레먼은 위리중이 학문의 자유와 관련해서 간섭한 적이 없었다고 말했다.

## 상징
뉴욕 대학교 상하이의 로고는 뉴욕 대학교의 횃불 로고에서 따왔으며, 횃불 자리에는 횃불 대신 상하이시의 시화(市花)인 목련속의 잎을 넣었다. 뉴욕 대학교 상하이의 로고는 뉴욕 대학교가 상하이시에 진출한 것을 나타낸다.

## 캠퍼스
2014년 여름 이래로 뉴욕 대학교 상하이는 상하이시 푸둥 신구에 자리를 잡고 있다. 주 캠퍼스는 지상 15층과 지하 2층으로 이루어진 단일 건물이다. 2018년 3월 1일에 뉴욕 대학교 상하이 측은 5년 안으로 푸둥 신구에 학부생과 대학원생 2천여 명을 수용할 수 있는 새로운 캠퍼스를 짓는 계획을 발표했으며, 콘 페더슨 폭스가 디자인하고 지을 새 캠퍼스는 네 동의 건물이 뉴욕 대학교 상하이의 로고를 연상시키는 바람개비처럼 이어진 형태일 것이라고 밝혔다.
2023년 9월 학기부터 완성된 새로운 캠퍼스에서 강의하고 있습니다.

## 교육
뉴욕 대학교 상하이의 학사 학위 과정에는 18개의 전공과 다양한 세부 전공 및 학제간 부전공이 있다. 뉴욕 대학교 상하이는 석사 학위 과정과 박사 학위 과정도 제공하며, 박사 학위 과정은 뉴욕 대학교의 다른 대학원들과 연계돼 있다.

## 같이 보기
- 뉴욕 대학교
- 뉴욕 대학교 아부다비
- 화둥 사범대학